# 同心囊螺
同心囊螺（学名：Retusa concentrica）为凹塔螺科凹塔螺属的动物。

## 分佈
本物種分佈於苏伊士、日本、菲律宾、托里斯海峡以及中国大陆的台湾海峡西部、海南等地，属于暖水性种类。其主要栖息于潮下带水深84-158米珊瑚礁以及砂-碎壳底。